# Johann Eibensteiner
Johann Eibensteiner (* 26. Dezember 1898 in Freistadt, Oberösterreich; † 7. Juni 1956 ebenda) war ein österreichischer Politiker (SPÖ).

## Leben
Johann Eibensteiner genoss eine nur einfache Schulbildung, der nach einer fünfklassigen Volksschule Anstellung als Arbeiter in einer Brauerei fand. In dieser Funktion gehörte er bald der Gewerkschaft der Brauarbeitergewerkschaft, später der Gewerkschaft der Lebensmittel- und Genußmittelarbeiter an.
Für das Eintreten der verbotenen Sozialdemokratie, in den 1930er Jahren, saß er 1935 wie auch 1937 kurzzeitig in Gefängnishaft.
Sein politisches Engagement begann jedoch erst nach dem Zweiten Weltkrieg, als er 1945 zum Vizebürgermeister von Freistadt gewählt wurde. Eibensteiner blieb es bis zu seinem Tod.
Nachdem Eibensteiner von Dezember 1945 bis September 1947 Oberösterreich im Bundesrat vertreten hatte, wechselte er 1947 als sozialdemokratischer Abgeordneter in den Oberösterreichischen Landtag, welchem er wiederum nur zwei Jahre, bis 1949, angehören sollte.
Johann Eibensteiners Leben und das seiner Familie wird in dem autofiktionalen Jugendroman Held Hermann – Als ich Hitler im Garten vergrub behandelt. Geschrieben wurde der Roman von Johann Eibensteiners Urenkelin Leonora Leitl.